# Rudolf von Krencki
Rudolf von Krencki (* 28. März 1848 in Danzig; † 7. März 1926 in Berlin) war ein deutscher Jurist und Diplomat, der als Generalkonsul in Japan eingesetzt war.

## Berufliche Entwicklung
Nach dem Besuch der Volksschule besuchte Rudolf von Krencki das Gymnasium in Elbing. Hier legte er im Sommer 1867 das Abitur ab. Danach absolvierte er ab September 1867 seinen Militärdienst im preußischen Heer. Nach den entsprechenden Offiziersprüfungen wurde er im Oktober 1869 zum Sekoundelieutnant befördert. Mit seiner Einheit nahm er ab Juli 1870 am Deutsch-Französischen Krieg teil. Während der Kämpfe wurde er schwer verwundet und verlor seinen rechten Arm. Ab Ende des Krieges verblieb er mit seiner Invalidität noch für ein Jahr im militärischen Dienst und beendete diesen im September 1872. Um sich einen neuen Beruf aufzubauen, begann er im Herbst desselben Jahres ein Studium der Rechtswissenschaft an der Humboldt-Universität zu Berlin. Das Referendarexamen bestand er im Oktober 1875 und er wurde daraufhin im preußischen Justizdienst angestellt. In dieser Beschäftigung verblieb er zwei Jahre und wurde im April 1877 in das Auswärtige Amt berufen.
Als Hilfsexpedient wurde Rudolf von Krencki zuerst in der Abteilung II (Handelspolitik und Recht) verwendet. Bereits nach einem Jahr erfolgte sein erster Auslandseinsatz ab September 1878 im preußischen Generalkonsulat in Shanghai. Hier wurde er im April 1879 zum Vizekonsul ernannt und nach drei Jahren Dienstzeit im November 1882 wurde er zum Konsul in Bagdad berufen. Während dieser Zeit heiratete er 1885 Louise Freytag, die Tochter eines Gutsbesitzers aus Ostpreußen. Diese Einsatzzeit endete im Dezember 1887 und er verblieb bis März 1888 in Bangkok. Von hier aus übernahm er das Amt als Konsul am deutschen Konsulat in Kobe-Osaka. Geschäftsträger der deutschen Gesandtschaft in Tokyo war in dieser Zeit Theodor von Holleben (1838–1913), der an den Verhandlungen über einen neuen Handels-, Schifffahrts- und Konsularvertrages zwischen Deutschland und Japan in Berlin teilnahm. Für ein Jahr leitete von Krencki ab Mai 1891 das Generalkonsulat in Yokohama, um danach wieder nach Kobe zurückzukehren. Danach trat 1894 der neue Konsularvertrag in Kraft, der einige deutliche Veränderungen für die Arbeit der Gesandtschaft und der Konsulate mit sich brachte. Dazu gehörte auch die Aufhebung der bisher ausgeübten Konsular-Gerichtsbarkeit. In dieser Phase übernahm er über längere Zeit, in amtierender Funktion, die Interessen Italiens, Russlands und der Schweiz. Sein Einsatz in Kobe endete im März 1898. Damit verließ von Krencki Japan und die Geschäfte in Kobe übernahm übergangsweise der Dolmetscher Fritz August Thiel (1863–1931). Der eigentliche Nachfolger für ihn, Ferdinand Krien (1850–1924) übernahm dann erst 1900 die Amtsgeschäfte in Kobe.
Nach Deutschland zurückgekehrt, wurde Rudolf von Krencki ab 1899 als Konsul in Stockholm eingesetzt. Hier verbrachte er die längste Zeit in seiner Berufslaufbahn. Im Februar 1915 wurde er von hier aus in den einstweiligen Ruhestand versetzt. Doch bereits ein Jahr darauf wurde er wieder aktiviert und arbeitet ab April 1916 in der Zensurstelle des Auswärtigen Amtes am Haupttelegrafenamt in Berlin. Mit dem Zusammenbruch des deutschen Kaiserreiches endete dieser Einsatz 1918. Im November 1923 wurde von Krencki in den endgültigen Ruhestand versetzt.
Rudolf von Krencki verstarb am 7. März 1926 in Berlin.

## Familie
Die Eltern von Rudolf von Krencki waren der Gerichtssekretär Constantin von Krencki und dessen Ehefrau Adolphine geborene Pohlmann. Er heiratete im November 1885 Louise Freytag. Aus der Ehe gingen drei Töchter hervor: Gertrud von Krencki (* 1889), Edelgard von Krencki (* 1890) und Ilse von Krencki (* 1892).